# Messier 80
Messier 80 (também conhecido como M80 ou NGC 6093) é um aglomerado globular localizado na constelação de Scorpius a 32 600 anos-luz da Terra. Foi descoberto por Charles Messier em 1781. Possui um raio de 47,5 anos-luz e uma dimensão aparente de 10,0 minutos de arco.

## Descoberta e visualização

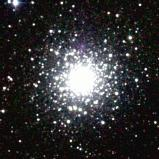
Messier 80, projeto 2MASS

O aglomerado globular foi uma descoberta original do astrônomo francês Charles Messier, que o catalogou em 4 de janeiro de 1781, descrevendo-o como uma "nebulosa sem estrelas, lembrando a núcleo cometário". William Herschel foi o primeiro a resolver suas estrelas mais brilhantes, descrevendo-o como "um dos mais ricos e dendos aglomerados estelares que lembro de ter visto".
É visualizada como uma mancha nebulosa brilhante, mas pequena, dotada de um núcleo mais brilhante. Seu diâmetro aparente foi medido por Messier em 2 minutos de grau, mas em telescópios amadores razoáveis o diâmetro aparente pode chegar a 5 minutos de grau. Nesses telescópios também é possível resolver suas estrelas mais brilhantes.

## Características
Contém centenas de milhares de estrelas, mantidas unidas pela atração gravitacional. É um dos aglomerados globulares mais densos conhecidos na Via-Láctea. Investigações feitas com o Telescópio Espacial Hubble em ultravioleta mostraram que há várias estrelas azuis, pertencentes ao início do diagrama de Hertzsprung-Russell, que parecem jovens apesar da idade do aglomerado, estimada em bilhões de anos. A razão da existência dessas estrelas azuis é a alta densidade estelar: é comum haver quase-colisões entre estrelas, que acabam perdendo suas camadas mais externas, expondo suas camadas internas mais quentes que emitem uma radiação mais azulada.
Uma nova foi registrada em 21 de maio de 1860, mudando a aparência do aglomerado completamente por alguns dias. A nova, também designada como T Scorpii, foi descoberta por Arthur Auwers, alcançou a magnitude aparente máxima de 7 entre 21 e 22 de maio, embora tenha enfraquecido para a magnitude 10,6 após três semanas. N. R. Pogson também observou a nova. O brilho máximo do objeto corresponde a uma magnitude absoluta -8,5, ou seja, a nova brilhou mais do que o restante do aglomerado. Em 1938 uma segunda nova foi detectada, mas descoberta anos depois de sua ocorrência em astrofotografias.